# Ромашкове (селище)
Ромашкове — селище в Україні, у Білозерській селищній громаді Херсонського району Херсонської області. Населення становить 306 осіб.

## Історія
12 червня 2020 року, відповідно до Розпорядження Кабінету Міністрів України № 726-р «Про визначення адміністративних центрів та затвердження територій територіальних громад Херсонської області», увійшло до складу Білозерської селищної громади.
19 липня 2020 року, в результаті адміністративно-територіальної реформи та ліквідації Білозерського району, село увійшло до складу Херсонського району.
24 лютого 2022 року селище тимчасово окуповане російськими військами під час російсько-української війни.
10 листопада 2022 року визволене Збройними силами України в ході контрнаступу в Херсонській області.

## Населення
Згідно з переписом УРСР 1989 року чисельність наявного населення селища становила 249 осіб, з яких 112 чоловіків та 137 жінок.
За переписом населення України 2001 року в селищі мешкало 306 осіб.

### Мовний склад
Рідна мова населення за даними перепису 2001 року:
| Мова       | Чисельність, осіб | Доля     |
| ---------- | ----------------- | -------- |
| Українська | 285               | 93,14 %  |
| Російська  | 18                | 5,88 %   |
| Інше       | 3                 | 0,98 %   |
| Разом      | 306               | 100,00 % |